# Tennis Borussia Berlin 1994-1995
Questa voce raccoglie le informazioni riguardanti il Tennis Borussia Berlin nelle competizioni ufficiali della stagione 1994-1995.

## Stagione
Nella stagione 1994-1995 il Tennis Borussia Berlino, allenato da Willibert Kremer e Uwe Jahn, concluse il campionato di Regionalliga nordest al 4º posto. In Coppa di Germania il Tennis Borussia Berlino fu eliminato al secondo turno dal St. Pauli.

## Rosa
| N. |                                 | Ruolo | Calciatore          |
| -- | ------------------------------- | ----- | ------------------- |
| 6  | Germania (bandiera)             | D     | Olaf Kapagiannidis  |
|    | Germania (bandiera)             | P     | Gerald Hillringhaus |
|    | Germania (bandiera)             | P     | Nico Thomaschewski  |
|    | Turchia (bandiera)              | D     | Taşkın Aksoy        |
|    | Germania (bandiera)             | D     | Olaf Backasch       |
|    | Germania (bandiera)             | D     | Uli Bayerschmidt    |
|    | Germania (bandiera)             | D     | Jörn Lenz           |
|    | Turchia (bandiera)              | D     | Tekin Sazlog        |
|    | Georgia (bandiera)              | C     | Rezo Arveladze      |
|    | Ungheria (bandiera)             | C     | Zsolt Bücs          |
|    | Bosnia ed Erzegovina (bandiera) | C     | Almedin Civa        |
|    | Germania (bandiera)             | C     | Egon Flad           |

| N. |                      | Ruolo | Calciatore         |
| -- | -------------------- | ----- | ------------------ |
|    | Italia (bandiera)    | C     | Martino Gatti      |
|    | Germania (bandiera)  | C     | Theo Gries         |
|    | Germania (bandiera)  | C     | Jens Henschel      |
|    | Georgia (bandiera)   | C     | Gela Inalishvili   |
|    | Georgia (bandiera)   | C     | Kachaber Kacharava |
|    | Croazia (bandiera)   | C     | Davor Krznaric     |
|    | Rep. Ceca (bandiera) | C     | Stanislav Levý     |
|    | Germania (bandiera)  | C     | Niels Mackel       |
|    | Germania (bandiera)  | C     | Jan Walle          |
|    | Germania (bandiera)  | A     | Thomas Adler       |
|    | Russia (bandiera)    | A     | Mikhail Rusayev    |

## Organigramma societario
Area tecnica
- Allenatore: Uwe Jahn
- Allenatore in seconda: Dieter Timme
- Preparatore dei portieri:
- Preparatori atletici:
- Analisi video:

## Calciomercato

### Sessione estiva
| Acquisti | Acquisti         | Acquisti           | Acquisti |
| R.       | Nome             | da                 | Modalità |
| -------- | ---------------- | ------------------ | -------- |
| A        | Thomas Adler     | Fortuna Düsseldorf |          |
| D        | Uli Bayerschmidt | Hertha Berlino     |          |
| C        | Martino Gatti    | St. Pauli          |          |
| P        | Holger Gehrke    | Schalke 04         |          |
| C        | Theo Gries       | Hannover 96        |          |
| C        | Jens Henschel    | BFC Dynamo         |          |
| C        | Niels Mackel     | Magdeburgo         |          |
| A        | Jacek Mencel     | Union Berlino      |          |
| D        | Jan Schmidt      | Erzgebirge Aue     |          |

| Cessioni | Cessioni            | Cessioni               | Cessioni |
| R.       | Nome                | a                      | Modalità |
| -------- | ------------------- | ---------------------- | -------- |
| A        | Jacek Mencel        | Hansa Rostock          |          |
| P        | Holger Gehrke       | Duisburg               |          |
| A        | Thorsten Boer       | Union Berlino          |          |
| C        | Bjarne Goldbæk      | Colonia                |          |
| A        | Gyula Hajszán       | Győri ETO              |          |
| C        | Antoine Hey         | Fortuna Colonia        |          |
| C        | Andrzej Kobylański  | Hannover 96            |          |
| D        | Dirk Muschiol       | Reinickendorfer Füchse |          |
| D        | Karsten Nied        | Gütersloh              |          |
| P        | Martin Pieckenhagen | Duisburg               |          |
| C        | Arne Sandstø        | Lillestrøm             |          |
| C        | René Tretschok      | Borussia Dortmund      |          |
| A        | René Unglaube       | SC Gatow               |          |
| A        | Thomas Vogel        | Carl Zeiss Jena        |          |
| C        | Jan Wehrmann        | Rot-Weiß Erfurt        |          |

### Sessione invernale
| Acquisti | Acquisti            | Acquisti       | Acquisti |
| R.       | Nome                | da             | Modalità |
| -------- | ------------------- | -------------- | -------- |
| C        | Rezo Arveladze      | Dinamo Tbilisi |          |
| C        | Gela Inalishvili    | Dinamo Tbilisi |          |
| C        | Kakhaber Katcharava | Trabzonspor    |          |

| Cessioni | Cessioni            | Cessioni       | Cessioni |
| R.       | Nome                | a              | Modalità |
| -------- | ------------------- | -------------- | -------- |
| C        | Kakhaber Katcharava | Dinamo Tbilisi |          |
| D        | Jan Schmidt         | Erzgebirge Aue |          |

## Risultati

### Regionalliga

#### Girone di andata
| Rathenow 31 luglio 1994, ore 14:00 CEST 1ª giornata | Optik Rathenow | 0 – 0 referto | TeBe Berlino | Stadion Vogelgesang (1 435 spett.)\| Arbitro: \| Matschulla \| |
| Arbitro:                                            | Matschulla     |               |              |                                                                |

| Berlino 6 agosto 1994, ore 14:00 CEST 2ª giornata | TeBe Berlino | 0 – 0 referto | Bischofswerdaer | Mommsenstadion (830 spett.)\| Arbitro: \| Robel \| |
| Arbitro:                                          | Robel        |               |                 |                                                    |

| Arbitro: | Görges |

|                                |           |           |
| Schwöbel 10’ (rig.) Wenzel 29’ | Marcatori | 75’ Adler |

| Arbitro: | Haupt |

|                       |           |  |
| Mackel 31’ Mencel 72’ | Marcatori |  |

| Arbitro: | Toschek |

|                                               |           |                                        |
| Adler 15’ Henschel 54’ Rusayev 72’ Mackel 85’ | Marcatori | 68’ Arayici 75’, 80’ Steiner 88’ Backs |

| Arbitro: | Keßler |

|                  |           |              |
| Hammermüller 44’ | Marcatori | 82’ Henschel |

| Arbitro: | Bley |

|                             |           |         |
| Bayerschmidt 22’ Mencel 43’ | Marcatori | 62’ Mey |

| Arbitro: | Richter |

|                                                    |           |                |
| Bayerschmidt 15’ (aut.) Kaehlitz 22’ Blüthmann 51’ | Marcatori | 21’, 85’ Adler |

| Arbitro: | Junghof |

|                                            |           |  |
| Adler 23’, 24’, 72’ Gries 49’ Backasch 66’ | Marcatori |  |

| Arbitro: | Haack |

|                                     |           |              |
| Kaiser 11’ Gezen 44’ Holzbecher 75’ | Marcatori | 85’ Henschel |

| Arbitro: | Wagner |

|                                      |           |  |
| Adler 13’, 83’ Henschel 61’ Levý 80’ | Marcatori |  |

| Arbitro: | Cyrklaff |

|                     |           |  |
| Berg 27’ Bergen 77’ | Marcatori |  |

| Arbitro: | Brandt-Chollé |

|           |           |            |
| Adler 75’ | Marcatori | 82’ Müller |

| Arbitro: | Eßbach |

|                |           |                       |
| Zimmerling 26’ | Marcatori | 25’ Adler 40’ Rusayev |

| Berlino 18 novembre 1994, ore 18:00 CET 15ª giornata | TeBe Berlino | 0 – 0 referto | Carl Zeiss Jena | Mommsenstadion (925 spett.)\| Arbitro: \| Koop \| |
| Arbitro:                                             | Koop         |               |                 |                                                   |

| Arbitro: | Fleske |

|                               |           |           |
| Persich 49’, 54’ Barbarez 57’ | Marcatori | 78’ Adler |

| Arbitro: | Voigt |

|              |           |  |
| Backasch 61’ | Marcatori |  |

#### Girone di ritorno
| Arbitro: | Reck |

|                                          |           |            |
| Adler 27’ Bücs 29’, 82’ Rusayev 54’, 58’ | Marcatori | 32’ Schulz |

| Arbitro: | Müller |

|  |           |              |
|  | Marcatori | 58’ Henschel |

| Arbitro: | Görges |

|           |           |            |
| Aksoy 69’ | Marcatori | 71’ Schulz |

| Arbitro: | Robel |

|  |           |                       |
|  | Marcatori | 71’ Rusayev 73’ Adler |

| Arbitro: | Müller |

|  |           |             |
|  | Marcatori | 48’ Rusayev |

| Arbitro: | Fleske |

|                   |           |             |
| Bücs 24’ Civa 39’ | Marcatori | 59’ Leitzke |

| Arbitro: | Junghof |

|           |           |          |
| Helbig 8’ | Marcatori | 52’ Lenz |

| Arbitro: | Augar |

|                    |           |             |
| Bücs 27’ Adler 86’ | Marcatori | 64’ Fistler |

| Arbitro: | Toschek |

|                        |           |                                                                         |
| Sekinayev 3’ Jopek 50’ | Marcatori | 17’ Gatti 41’ Levý 58’ (rig.) Bücs 75’ Adler 87’ Henschel 89’ Kacharava |

| Arbitro: | Richter |

|                                           |           |  |
| Rusayev 4’ Adler 38’, 63’ Bücs 47’ (rig.) | Marcatori |  |

| Arbitro: | Müller |

|               |           |                                         |
| Kossowski 14’ | Marcatori | 3’ Gatti 27’ Kacharava 50’, 68’ Rusayev |

| Arbitro: | Matschulla |

|                                                           |           |  |
| Kacharava 18’, 62’ Adler 54’ Gatti 65’ Aksoy 70’ Lenz 73’ | Marcatori |  |

| Arbitro: | Haack |

|                              |           |  |
| Lau 16’ Brestrich 62’ (rig.) | Marcatori |  |

| Arbitro: | Kiefer |

|                        |           |  |
| Henschel 58’ Adler 70’ | Marcatori |  |

| Arbitro: | Fleske |

|           |           |                          |
| Vogel 65’ | Marcatori | 10’ Henschel 68’ Rusayev |

| Arbitro: | Richter |

|                                    |           |          |
| Henschel 15’ Gatti 78’ Rusayev 81’ | Marcatori | 16’ Boer |

| Aue-Bad Schlema 3 giugno 1995, ore 14:00 CEST 34ª giornata | Erzgebirge Aue | 0 – 0 referto | TeBe Berlino | Erzgebirgsstadion (2 500 spett.)\| Arbitro: \| Weber \| |
| Arbitro:                                                   | Weber          |               |              |                                                         |

### Coppa di Germania
| Arbitro: | Ziller |

|                        |           |                 |
| Rusayev 15’ Mencel 71’ | Marcatori | 66’ Breitkreutz |

| Arbitro: | Hauer |

|                                  |           |                                           |
| Adler 24’ Rusayev 28’ Mencel 83’ | Marcatori | 12’ Savichev 53’, 58’ Pröpper 88’ Szubert |

## Statistiche

### Statistiche di squadra
| Competizione         | Punti | In casa | In casa | In casa | In casa | In casa | In casa | In trasferta | In trasferta | In trasferta | In trasferta | In trasferta | In trasferta | Totale | Totale | Totale | Totale | Totale | Totale | DR  |
| Competizione         | Punti | G       | V       | N       | P       | Gf      | Gs      | G            | V            | N            | P            | Gf           | Gs           | G      | V      | N      | P      | Gf     | Gs     | DR  |
| -------------------- | ----- | ------- | ------- | ------- | ------- | ------- | ------- | ------------ | ------------ | ------------ | ------------ | ------------ | ------------ | ------ | ------ | ------ | ------ | ------ | ------ | --- |
| Regionalliga nordest | 66    | 17      | 12      | 5       | 0       | 44      | 11      | 17           | 7            | 4            | 6            | 25           | 22           | 34     | 19     | 9      | 6      | 69     | 33     | +36 |
| Coppa di Germania    | -     | 2       | 1       | 0       | 1       | 5       | 5       | 0            | 0            | 0            | 0            | 0            | 0            | 2      | 1      | 0      | 1      | 5      | 5      | 0   |
| Totale               | 66    | 19      | 13      | 5       | 1       | 49      | 16      | 17           | 7            | 4            | 6            | 25           | 22           | 36     | 20     | 9      | 7      | 74     | 38     | +36 |

### Andamento in campionato
| Giornata  | 1  | 2  | 3  | 4 | 5  | 6  | 7 | 8  | 9 | 10 | 11 | 12 | 13 | 14 | 15 | 16 | 17 | 18 | 19 | 20 | 21 | 22 | 23 | 24 | 25 | 26 | 27 | 28 | 29 | 30 | 31 | 32 | 33 | 34 |
| --------- | -- | -- | -- | - | -- | -- | - | -- | - | -- | -- | -- | -- | -- | -- | -- | -- | -- | -- | -- | -- | -- | -- | -- | -- | -- | -- | -- | -- | -- | -- | -- | -- | -- |
| Luogo     | T  | C  | T  | C | C  | T  | C | T  | C | T  | C  | T  | C  | T  | C  | T  | C  | C  | T  | C  | T  | T  | C  | T  | C  | T  | C  | T  | C  | T  | C  | T  | C  | T  |
| Risultato | N  | N  | P  | V | N  | N  | V | P  | V | P  | V  | P  | N  | V  | N  | P  | V  | V  | V  | N  | V  | V  | V  | N  | V  | V  | V  | V  | V  | P  | V  | V  | V  | N  |
| Posizione | 12 | 11 | 13 | 9 | 10 | 10 | 9 | 10 | 6 | 11 | 9  | 10 | 11 | 8  | 9  | 10 | 9  | 7  | 5  | 6  | 4  | 4  | 4  | 5  | 4  | 4  | 4  | 4  | 4  | 4  | 4  | 4  | 4  | 4  |

Legenda:

Luogo: C = Casa; T = Trasferta. Risultato: V = Vittoria; N = Pareggio; P = Sconfitta.

### Statistiche dei giocatori
| Giocatore        | Regionalliga nordest | Regionalliga nordest | Regionalliga nordest | Regionalliga nordest | Coppa di Germania | Coppa di Germania | Coppa di Germania | Coppa di Germania | Totale   | Totale | Totale      | Totale     |
| Giocatore        | Presenze             | Reti                 | Ammonizioni          | Espulsioni           | Presenze          | Reti              | Ammonizioni       | Espulsioni        | Presenze | Reti   | Ammonizioni | Espulsioni |
| ---------------- | -------------------- | -------------------- | -------------------- | -------------------- | ----------------- | ----------------- | ----------------- | ----------------- | -------- | ------ | ----------- | ---------- |
| T. Adler         | 34                   | 20                   | 8                    | 0                    | 1                 | 1                 | 1                 | 0                 | 35       | 21     | 9           | 0          |
| T. Aksoy         | 19                   | 2                    | 4                    | 0                    | 1                 | 0                 | 0                 | 0                 | 20       | 2      | 4           | 0          |
| R. Arveladze     | 4                    | 0                    | 1                    | 0                    | 0                 | 0                 | 0                 | 0                 | 4        | 0      | 1           | 0          |
| O. Backasch      | 28                   | 2                    | 2                    | 0                    | 2                 | 0                 | 0                 | 0                 | 30       | 2      | 2           | 0          |
| U. Bayerschmidt  | 20                   | 1                    | 4                    | 0                    | 2                 | 0                 | 0                 | 0                 | 22       | 1      | 4           | 0          |
| Z. Bücs          | 17                   | 6                    | 0                    | 0                    | 0                 | 0                 | 0                 | 0                 | 17       | 6      | 0           | 0          |
| A. Civa          | 29                   | 1                    | 8                    | 0                    | 2                 | 0                 | 0                 | 0                 | 31       | 1      | 8           | 0          |
| E. Flad          | 5                    | 0                    | 1                    | 0                    | 1                 | 0                 | 0                 | 0                 | 6        | 0      | 1           | 0          |
| M. Gatti         | 34                   | 4                    | 3                    | 0                    | 1                 | 0                 | 0                 | 0                 | 35       | 4      | 3           | 0          |
| H. Gehrke        | 8                    | 0                    | 0                    | 0                    | 2                 | 0                 | 0                 | 0                 | 10       | 0      | 0           | 0          |
| T. Gries         | 13                   | 1                    | 2                    | 0                    | 1                 | 0                 | 0                 | 0                 | 14       | 1      | 2           | 0          |
| J. Henschel      | 28                   | 9                    | 0                    | 0                    | 2                 | 0                 | 0                 | 0                 | 30       | 9      | 0           | 0          |
| G. Hillringhaus  | 17                   | 0                    | 0                    | 0                    | 0                 | 0                 | 0                 | 0                 | 17       | 0      | 0           | 0          |
| G. Inalishvili   | 1                    | 0                    | 0                    | 0                    | 0                 | 0                 | 0                 | 0                 | 1        | 0      | 0           | 0          |
| K. Kacharava     | 9                    | 4                    | 1                    | 0                    | 0                 | 0                 | 0                 | 0                 | 9        | 4      | 1           | 0          |
| O. Kapagiannidis | 21                   | 0                    | 4                    | 0                    | 0                 | 0                 | 0                 | 0                 | 21       | 0      | 4           | 0          |
| D. Krznaric      | 13                   | 0                    | 2                    | 0                    | 0                 | 0                 | 0                 | 0                 | 13       | 0      | 2           | 0          |
| J. Lenz          | 32                   | 2                    | 4                    | 0                    | 2                 | 0                 | 1                 | 0                 | 34       | 2      | 5           | 0          |
| S. Levý          | 27                   | 2                    | 3                    | 1                    | 1                 | 0                 | 0                 | 0                 | 28       | 2      | 3           | 1          |
| N. Mackel        | 22                   | 2                    | 4                    | 0                    | 2                 | 0                 | 0                 | 0                 | 24       | 2      | 4           | 0          |
| J. Mencel        | 10                   | 2                    | 1                    | 0                    | 2                 | 2                 | 0                 | 0                 | 12       | 4      | 1           | 0          |
| M. Rusayev       | 27                   | 11                   | 11                   | 1                    | 2                 | 2                 | 1                 | 0                 | 29       | 13     | 12          | 1          |
| T. Sazlog        | 5                    | 0                    | 1                    | 0                    | 0                 | 0                 | 0                 | 0                 | 5        | 0      | 1           | 0          |
| N. Thomaschewski | 9                    | 0                    | 0                    | 0                    | 0                 | 0                 | 0                 | 0                 | 9        | 0      | 0           | 0          |
| J. Walle         | 1                    | 0                    | 0                    | 0                    | 0                 | 0                 | 0                 | 0                 | 1        | 0      | 0           | 0          |